# Rudolf Hämmerle
Rudolf Hämmerle (* 19. Juni 1904 in Dornbirn; † 16. August 1984 ebenda) war ein österreichischer Politiker (NSDAP, ÖVP), Ingenieur und Textilindustrieller. Hämmerle war von 1962 bis 1970 Abgeordneter zum Nationalrat Österreichs.

## Leben
Sein Großvater war Otto Hämmerle, sein Vater dessen Erstgeborener, Franz Martin Hämmerle (1874–1946). Nach der Matura an der Oberrealschule in Dornbirn studierte Hämmerle Ingenieurwissenschaften an den Technischen Hochschulen in München, Stuttgart, Hannover, Berlin sowie an der Textilschule in Reutlingen, die er 1932 als Textilingenieur abschloss. 1933 trat er in die Firma F. M. Hämmerle ein und wurde später zum Kommerzialrat ernannt.
Seit 1923 war er Mitglied des Corps Rheno-Palatia München. Zum 1. Mai 1933 trat Hämmerle der NSDAP bei (Mitgliedsnummer 1.620.889). Zudem war er seit März 1938 Mitglied der SS. Während des austrofaschistischen Ära war er aktiv als Stadtrat in Dornbirn. Nach dem Anschluss Österreichs wurde er Ratsherr in Dornbirn. In der NS-Zeit bekleidete er Ämter u. a. als Beirat in der Industrie- und Handelskammer, als Beirat der Wirtschaftskammer Alpenland und in der Fachgruppe Textil.
Nach dem 8. Mai 1945 wurde er interniert im ehemaligen Reichsarbeitsdienst-Lager in Brederis, Steinbruch Koblach. Er galt als „belastet“, brachte jedoch ein Gesuch ein und mit Entscheidung des damaligen Bundespräsidenten Karl Renner wurden ihm die Sühnefolgen erlassen.
Nach 1945 bekleidete Hämmerle Funktionen als Präsident des Verbandes selbständiger Wirtschaftstreibender in Vorarlberg, als Vizepräsident der Industriellenvereinigung Vorarlbergs, als
Vizepräsident des Österreichischen Rheinschiffahrtsverbandes und als Vizepräsident des Landesverbandes für Fremdenverkehr. Auch wurde Rudolf Hämmerle Mitglied der ÖVP und vertrat die Partei vom 18. Januar 1962 bis zum 31. März 1970 als Abgeordneter zum Nationalrat, der Abgeordnetenkammer des österreichischen Parlaments.

## Privates
Weihnachten 1939 gab Hämmerle seine Verlobung mit der aus Eilenburg/Leipzig stammenden Sportlehrerin Anita Becher (1915–2002) bekannt. Die Ehe wurde am 25. Mai 1940 geschlossen.

## Publikationen (Auswahl)
- Das Emser Schlösschen, oder, „Der Oberdorfer Thurn“. Ein leider verschwundenes Wahrzeichen Dornbirns. Dornbirn 1943.
- Geschichte der Familie Rhomberg. Mit Auszug aus dem Dornbirner Familienbuch. Selbstverlag des Familien-Archivs Rhomberg, Dornbirn 1974.
- Otto Hämmerle und das Bödele wie es war und wie es wurde. Selbstverlag Gutsverwaltung Bödele 1976.